# Jiqu (sockenhuvudort i Kina, Qinghai Sheng, lat 31,95, long 96,12)
Jiqu (kinesiska: 吉曲, 吉曲乡, 外户卡) är en sockenhuvudort i Kina. Den ligger i provinsen Qinghai, i den nordvästra delen av landet, omkring 730 kilometer sydväst om provinshuvudstaden Xining. Antalet invånare är 10 159. Befolkningen består av 4 981 kvinnor och 5 178 män. Barn under 15 år utgör 30 %, vuxna 15-64 år 62 %, och äldre över 65 år 6,0 %.
Runt Jiqu är det mycket glesbefolkat, med 4 invånare per kvadratkilometer. Det finns inga andra samhällen i närheten. Trakten runt Jiqu består i huvudsak av gräsmarker.
Genomsnittlig årsnederbörd är 795 millimeter. Den regnigaste månaden är juni, med i genomsnitt 174 mm nederbörd, och den torraste är november, med 3 mm nederbörd.